# Sarrià-Sant Gervasi
Il distretto di Sarrià-Sant Gervasi (in spagnolo: Sarriá-San Gervasio) è il quinto dei dieci distretti che dividono amministrativamente la città di Barcellona.
È situato al limite occidentale della città. È circondato dai distretti Horta-Guinardó, Gràcia, Eixample e Les Corts e dai municipi di San Just Desvern, Esplugues de Llobregat, San Feliu de Llobregat, Molins de Rei e San Cugat del Vallès.
È il settimo distretto per popolazione con 140.461 abitanti nel 2005, secondo per estensione (20,09 km²), superato solo da Sants-Montjuïc ed è l'ultimo per densità (6.992 ab./km²). 
I quartieri che lo compongono derivano in gran parte da antiche zone urbane come Sarrià, Sant Gervasi de Cassoles, Galvany, Turó Parc, La Bonanova, El Putxet, Vallvidrera, Tibidabo, El Farró.